# Arcidiocesi di Breslavia

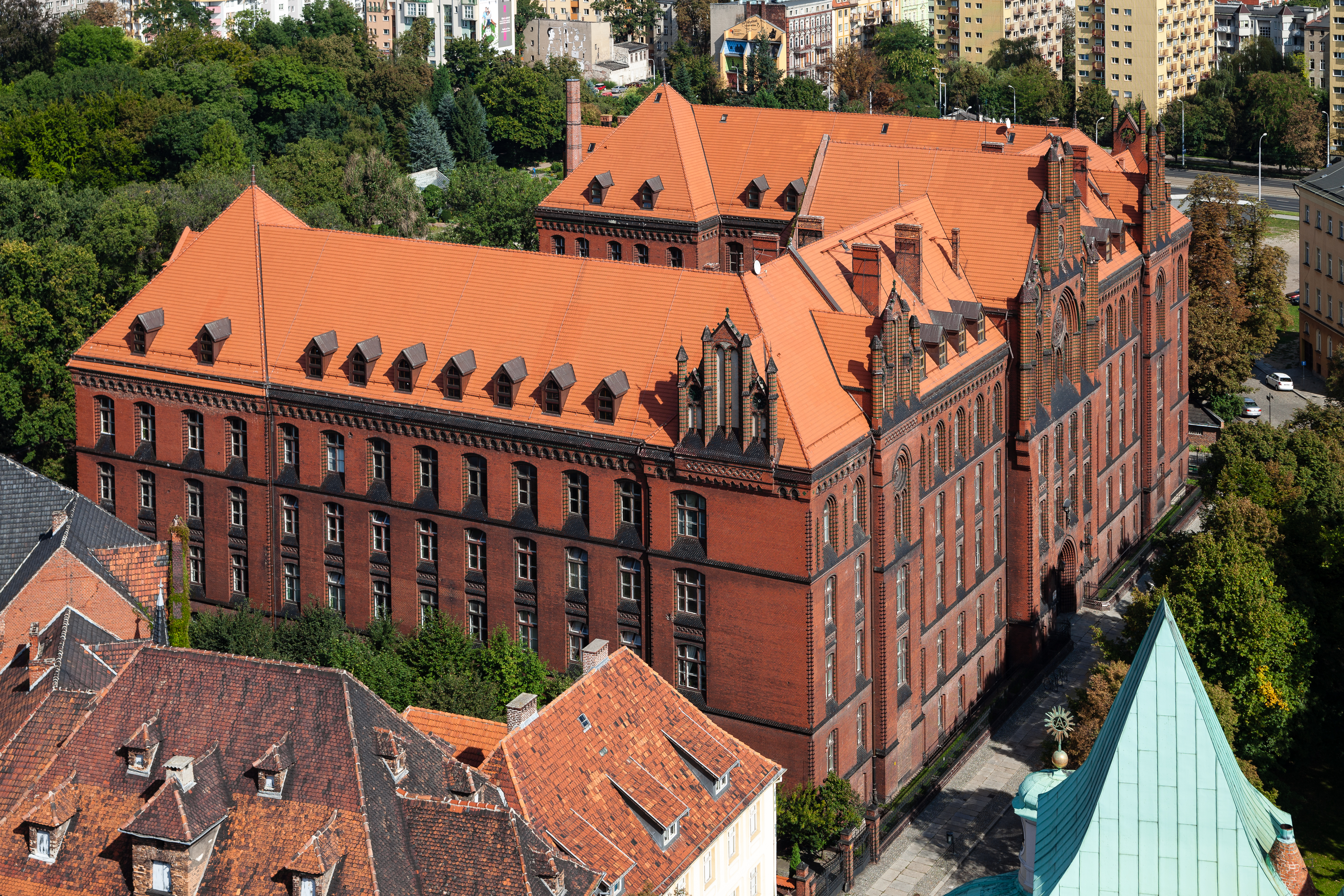
Il seminario metropolitano di Breslavia.

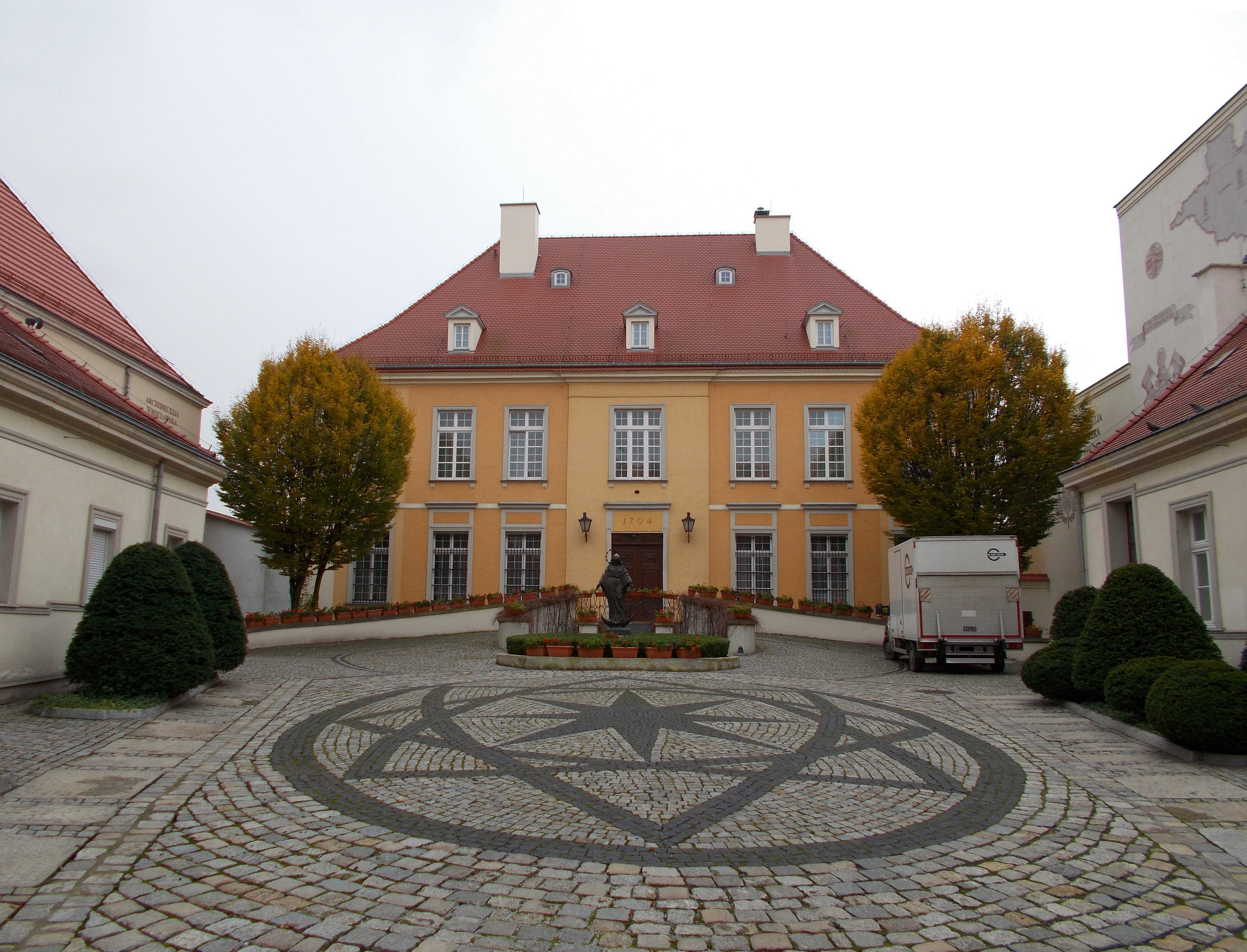
La residenza degli arcivescovi di Breslavia.

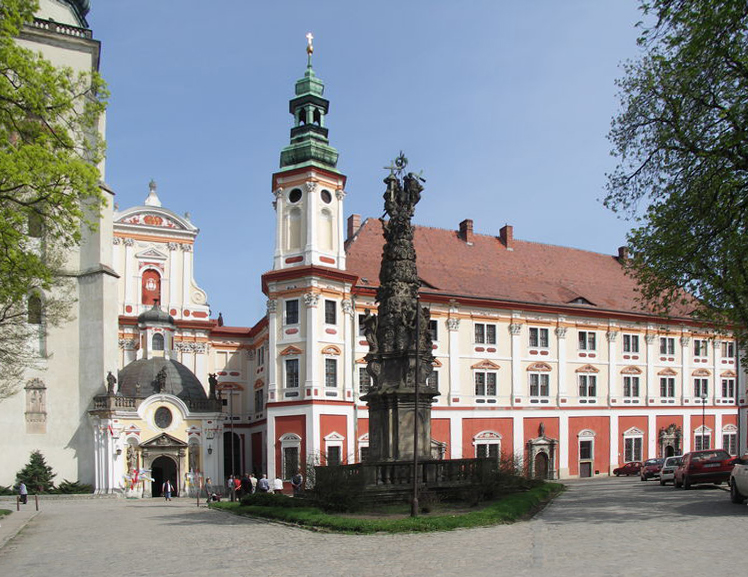
Il monastero cistercense di Henryków.

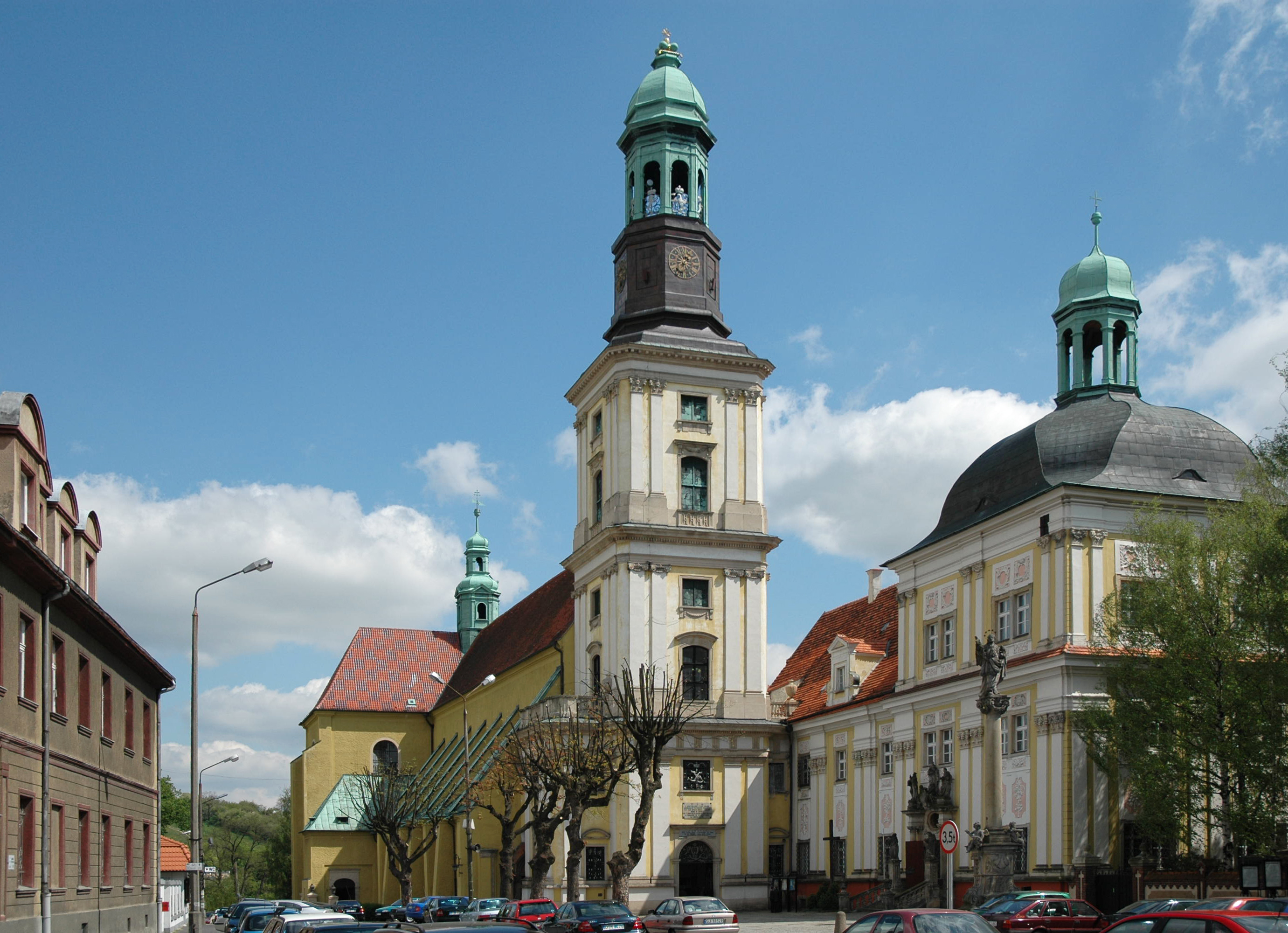
La basilica di Sant'Edvige di Trzebnica.

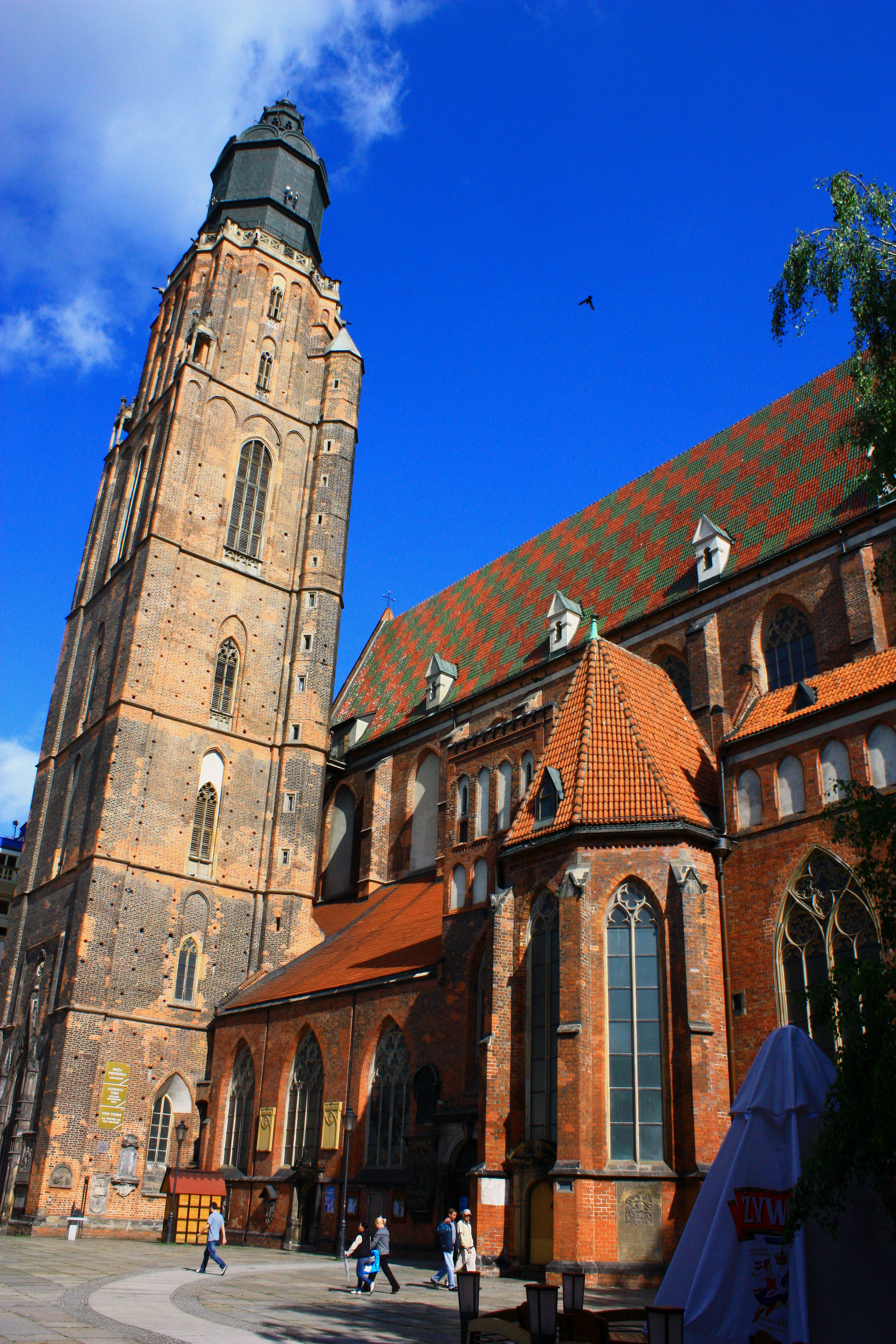
La basilica di Sant'Elisabetta di Breslavia.

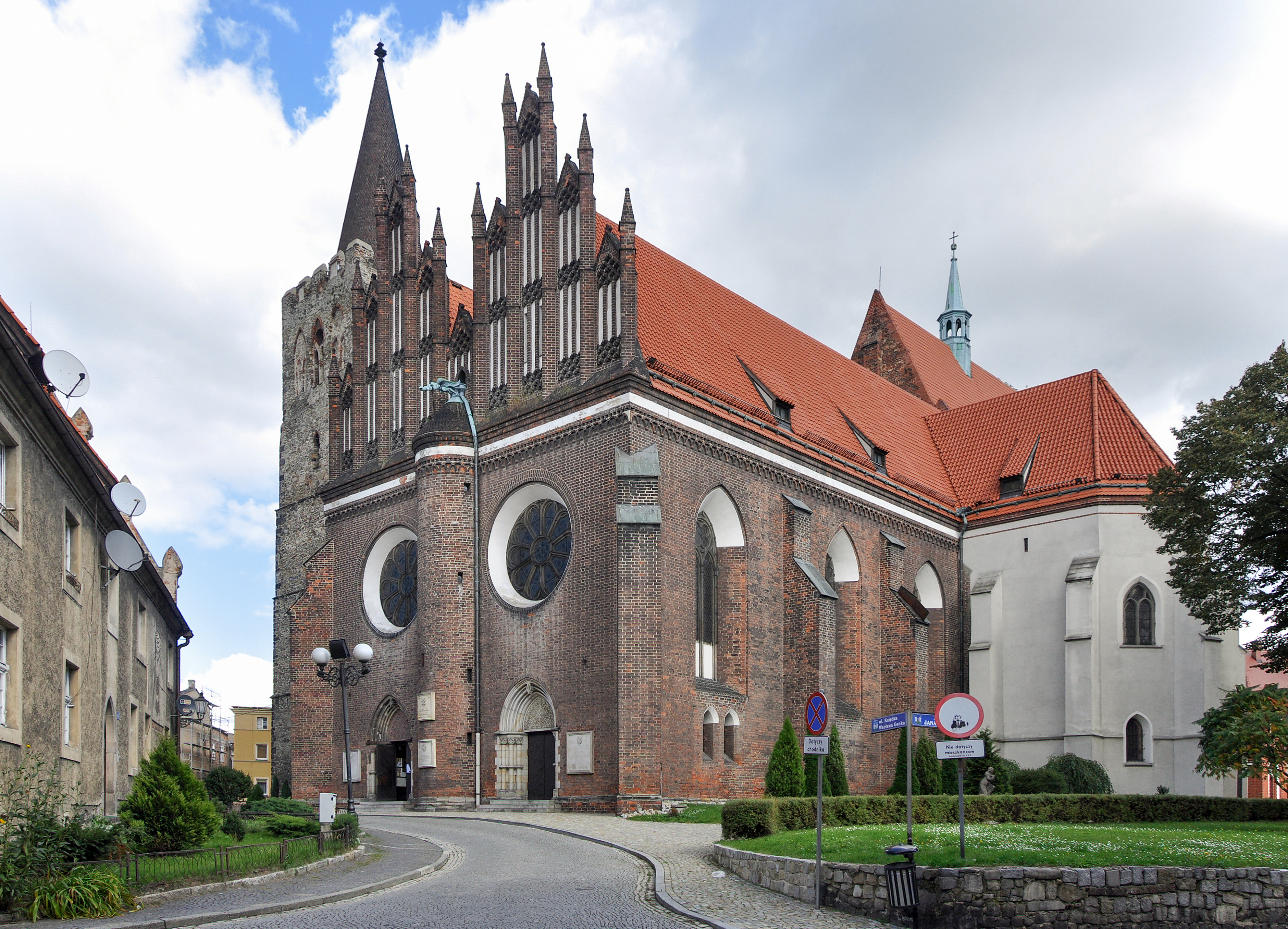
La basilica di San Giorgio di Ziębice.

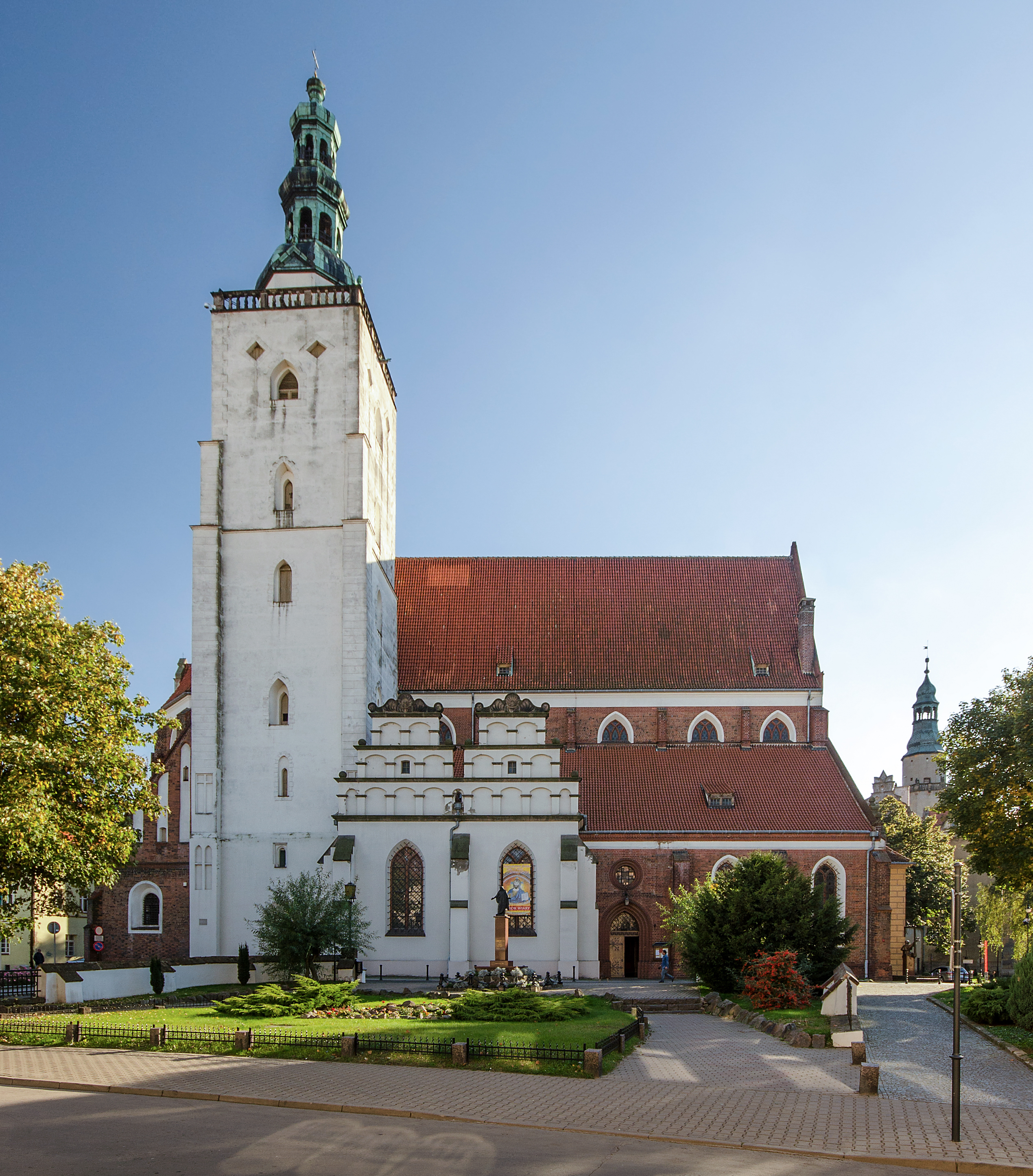
La basilica di San Giovanni apostolo ed evangelista di Oleśnica.

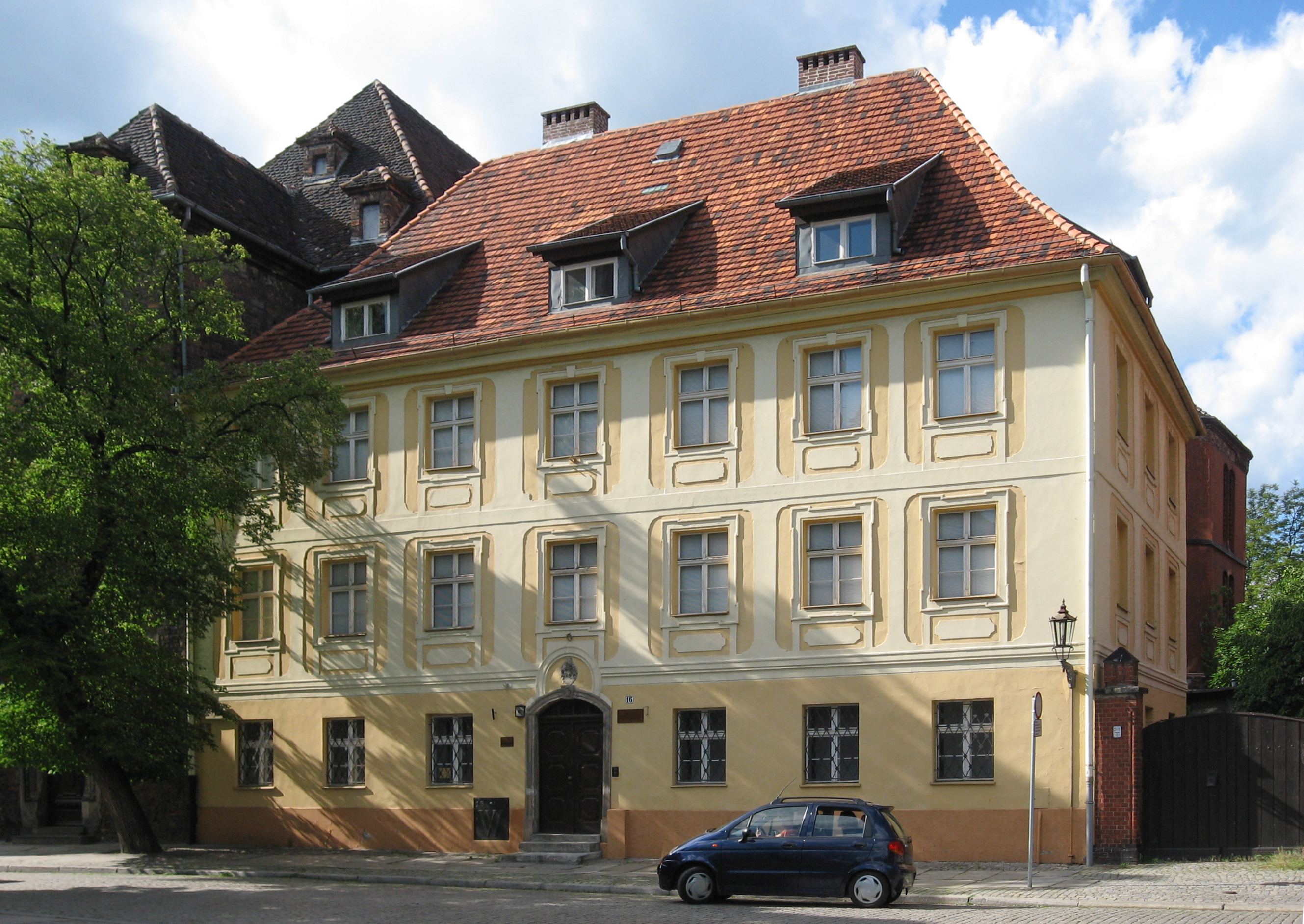
Sede del museo arcidiocesano di Breslavia.

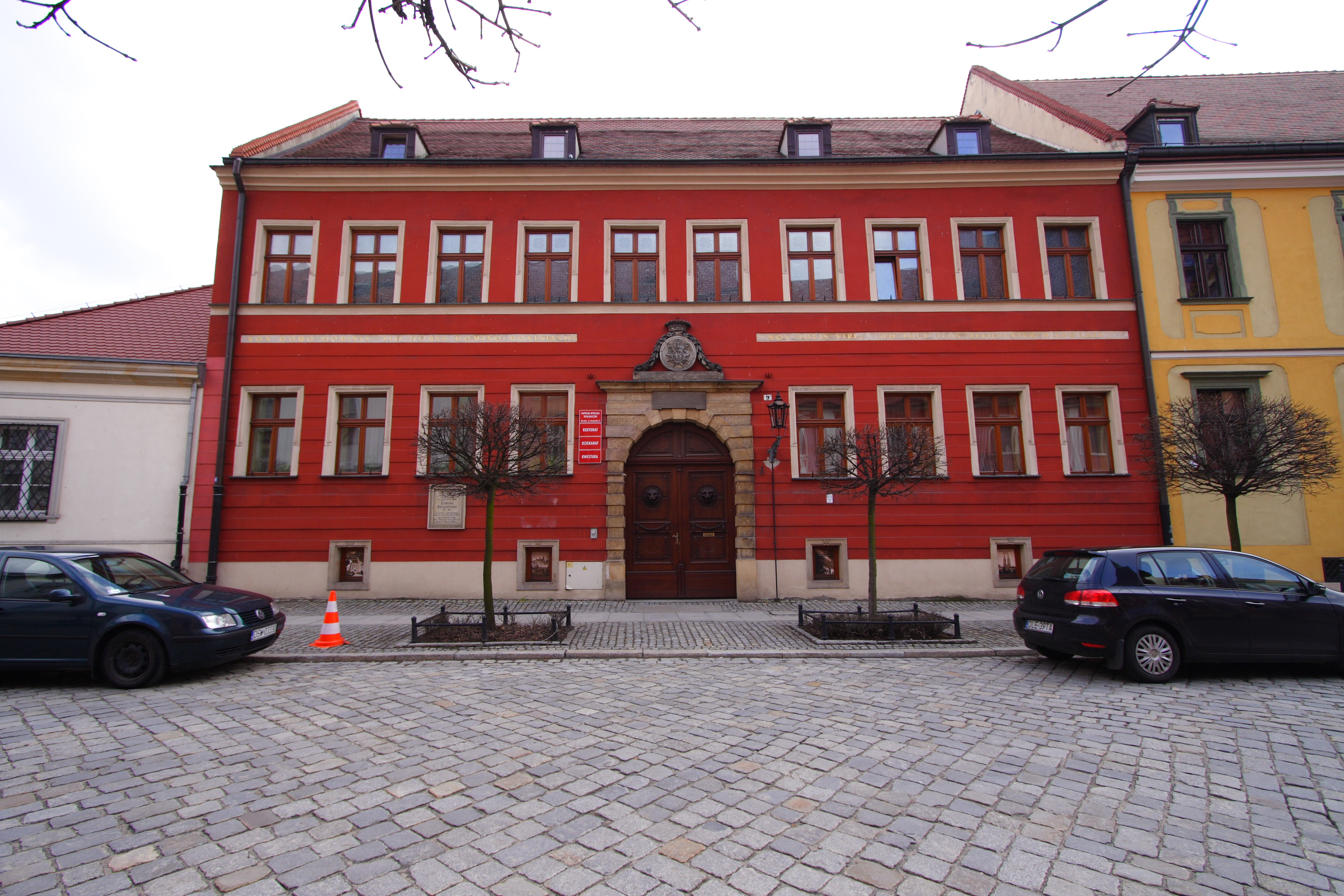
Sede della pontificia facoltà di teologia di Breslavia.

L'arcidiocesi di Breslavia (in latino Archidioecesis Vratislaviensis) è una sede metropolitana della Chiesa cattolica in Polonia. Nel 2022 contava 998.650 battezzati su 1.203.200 abitanti. È retta dall'arcivescovo Józef Piotr Kupny.

## Territorio
L'arcidiocesi comprende la parte orientale del voivodato della Bassa Slesia e i distretti di Brzeg e di Namysłów nel voivodato di Opole.
Sede arcivescovile è la città di Breslavia, dove si trova la cattedrale di San Giovanni Battista. Nel territorio sorgono anche alcune basiliche minori: Sant'Elisabetta a Breslavia, Sant'Edvige a Trzebnica, San Giovanni Apostolo ed Evangelista a Oleśnica, San Giorgio a Ziębice.
Il territorio si estende su 8.850 km² ed è suddiviso in 33 decanati e in 297 parrocchie.

### Provincia ecclesiastica
La provincia ecclesiastica di Breslavia, istituita nel 1930, comprende 2 suffraganee:
- la diocesi di Legnica,
- la diocesi di Świdnica.

## Istituti religiosi
- Istituti religiosi maschili: la Compagnia di Gesù, la Congregazione dei Sacri Cuori, la Congregazione del Santissimo Redentore, la Congregazione della missione, i Fratelli consolatori del Getsemani, i Fratelli del Sacro Cuore di Gesù, i Missionari figli del Cuore Immacolato di Maria, i Missionari oblati di Maria Immacolata, l'Ordine cistercense, l'Ordine dei carmelitani scalzi, l'Ordine dei frati minori, l'Ordine dei frati minori conventuali, l'Ordine dei frati minori cappuccini, l'Ordine dei frati predicatori, i Monaci di San Paolo primo eremita, l'Ordine ospedaliero di San Giovanni di Dio, la Società del Divin Salvatore, la Società di Cristo per gli emigrati della Polonia, la Società salesiana di San Giovanni Bosco[3]
- Istituti religiosi femminili: le Figlie della carità di San Vincenzo de' Paoli, le Figlie di Maria Ausiliatrice, le Orsoline dell'unione romana, le Piccole ancelle dell'Immacolata Concezione, le Sorelle terziarie cappuccine della Sacra Famiglia, le Suore adoratrici del Sangue di Cristo, le Suore albertine serve dei poveri, le Suore ancelle dell'Immacolata Concezione della Beata Vergine Maria, le Suore carmelitane del Bambino Gesù, le Suore degli infermi di San Francesco, le Suore del Divin Cuore di Gesù, le Suore del Divin Salvatore, le Suore della Beata Vergine Maria della Misericordia, le Suore della Risurrezione di Nostro Signore Gesù Cristo, le Suore della Sacra Famiglia di Nazareth, le Suore di carità di San Carlo Borromeo di Trzebnica, le Suore di Maria Immacolata, Suore di Nostra Signora del Perpetuo Soccorso, le Suore di San Felice da Cantalice, le Suore di San Giuseppe di Cracovia, le Suore di San Giuseppe Sposo della Beata Vergine Maria, le Suore di Santa Edvige, le Suore di Santa Elisabetta, le Suore di Santa Maria Maddalena della penitenza, le Suore francescane della famiglia di Maria, le Suore orsoline del Sacro Cuore di Gesù Agonizzante, le Suore scolastiche di Nostra Signora[4].

## Storia

### Dall'XI al XVIII secolo
L'erezione della diocesi di Breslavia, con territorio ricavato da quello della diocesi di Meissen, coincide con la fondazione nel 999 della prima sede metropolitana polacca, l'arcidiocesi di Gniezno, di cui Breslavia fu una delle tre suffraganee, assieme a Kołobrzeg e a Cracovia.
Thietmar di Merseburgo ha trasmesso il nome del primo vescovo, Giovanni, di cui non si conosce assolutamente nulla. Gli inizi della diocesi non furono facili; il territorio era ancora terra di missione e difficile era sradicare il paganesimo; inoltre rivolte interne al giovane regno polacco portarono di fatto alla scomparsa della diocesi, che poté essere restaurata solo verso la metà dell'XI secolo, con il vescovo Hieronim. Ma è solo durante l'episcopato di Walter (1149-1169), originario di Liegi, che la diocesi poté darsi una sua fisionomia e organizzazione.
Le bolle di papa Adriano IV del 1155 e di papa Innocenzo IV del 1245 elencano tutti i luoghi sottomessi alla giurisdizione dei vescovi di Breslavia e permettono di stabilire con esattezza i confini della diocesi, che rimasero pressoché invariati fino al 1821, con alcune piccole modifiche dovute ai cambiamenti dei confini politici intercorsi nei secoli.
A partire dal XIII secolo iniziò la colonizzazione tedesca della regione, che, dal punto di vista politico, con i duchi di Slesia, si rese sempre più indipendente dallo stato polacco. La sposa del duca Enrico I, Edvige, fu proclamata santa e patrona della Slesia. Questi eventi coincisero con il diffondersi del cattolicesimo nella diocesi, la diffusione capillare di chiese e parrocchie, l'aumento dell'influenza della Chiesa nella vita sociale del paese e l'instaurarsi di ordini religiosi, in particolare cistercensi, premonstratensi, canonici regolari di Sant'Agostino e ordini mendicanti. Fu nel corso del XIII secolo che i vescovi di Breslavia iniziarono ad acquisire diritti feudali sempre più ampi, diventando in breve signori territoriali indipendenti dai duchi di Slesia.
Il XIV secolo fu il secolo d'oro per la diocesi, che le valse il titolo di episcopatus aureus, In questo periodo si distinsero in particolare i vescovi Enrico di Würben (1302-1319) e Przecław di Pogorzeli (1342-1376). Le alleanze che legarono in questo secolo i duchi di Slesia con i re di Boemia, portarono a più riprese Carlo IV a cercare di rendere Breslavia suffraganea di Praga, ma i tentativi fallirono per l'opposizione degli arcivescovi di Gniezno.
Nel XV secolo il vescovo Konrad z Oleśnicy (1418-1447) mise in atto una politica volta ad escludere dai benefici ecclesiastici i polacchi e a difendersi dalle incursioni ussite. Nel prosieguo dello stesso secolo e in tutto il successivo la diocesi fu travagliata per la diffusione del protestantesimo, che non tutti i vescovi riuscirono efficacemente a contrastare, anche per la disattenzione degli imperatori, più preoccupati della minaccia turca a meridione.
Di fronte al diffondersi del luteranesimo, il capitolo della cattedrale e più tardi la Compagnia di Gesù furono i capisaldi del cattolicesimo della Slesia. I primi tentativi seri di una restaurazione cattolica nella diocesi avvennero durante l'episcopato di Martino di Gerstmann (1574-1585) e in quello dei suoi successori. Martino convocò un sinodo diocesano in cui furono promulgati i decreti di riforma approvati nel concilio di Trento; fece inoltre una visita generale alla sua diocesi e chiamò a lavorarvi i gesuiti. Il successore Andreas Jerin (1585-1596) riorganizzò la diocesi, introdusse il Breviario romano, e fu particolarmente attento alla formazione dei giovani e dei preti della sua diocesi. A volte la restaurazione fu attuata con metodi violenti, ma il successo fu tale che quasi 700 chiese, passate al luteranesimo, furono recuperate alla fede cattolica.
Nel corso del XVII secolo diversi principi dell'impero, alcuni dei quali minorenni, furono eletti e confermati vescovi di Breslavia, ma non ricevettero mai la consacrazione sacerdotale e nemmeno, ovviamente, quella episcopale. Tra questi Carlo Ferdinando Vasa (1625-1655), Leopoldo Guglielmo d'Austria (1656-1662), Carlo Giuseppe d'Asburgo (1663-1664) e Francesco Luigi del Palatinato-Neuburg (1683-1732). Questi vescovi cumularono diverse diocesi tedesche, fino a 4 contemporaneamente.
Al vescovo Federico d'Assia-Darmstadt (1671-1682), un protestante tedesco che si era convertito a Roma, si deve il singolare privilegio per i canonici di indossare la mozzetta rossa.
Nel 1742 la Slesia fu annessa alla Prussia, dove il luteranesimo era la religione dominante e il cattolicesimo semplicemente tollerato. Negli anni successivi la diocesi si trovò divisa tra Prussia e impero austriaco. A partire dal 1757 il vescovo Philipp Gotthard von Schaffgotsch, inviso al governo prussiano, preferì risiedere nella parte austriaca della diocesi, mentre la parte prussiana fu governata da vicari apostolici, Johann Moritz von Strachwitz, decano del capitolo, vescovo ausiliare e titolare di Tiberiade, e Anton Ferdinand von Rothkirch, vescovo ausiliare e titolare di Pafo.

### Dal XIX secolo a oggi
Durante l'episcopato di Joseph Christian Franz de Paula avvenne la secolarizzazione dei beni ecclesiastici, il 30 ottobre 1810: i beni della diocesi, del capitolo della cattedrale, delle chiese collegiate e dei numero conventi furono secolarizzati e confiscati, e molti conventi e monasteri soppressi. Queste disposizioni causarono una grande perdita materiale e soprattutto una sensibile diminuzione dell'influenza della Chiesa nella società, in particolare per la chiusura forzata di molte scuole cattoliche.
Il 16 luglio 1821 per effetto della bolla De salute animarum di papa Pio VII, con la quale venivano ridefinite territorialmente le diocesi del regno di Prussia, Breslavia divenne immediatamente soggetta alla Santa Sede e, eccetto una parte ceduta all'arcidiocesi di Poznań (i decanati di Kempen e di Schildberg), si ampliò includendo porzioni della diocesi di Cracovia (i decanati di Beuthen e di Pless) e della soppressa abbazia nullius di Neuzelle in Lusazia (oggi Brandeburgo); in totale la diocesi comprendeva 621 parrocchie, comprese quelle che si trovavano nell'impero austriaco. Inoltre la bolla istituì la "Delegazione di Berlino", sottomessa alla giurisdizione dei vescovi di Breslavia, costituita dai territori della maggior parte del Brandeburgo e della Pomerania, sottratti al vicariato apostolico delle Missioni del Nord; delegato del vescovo di Breslavia per l'amministrazione di questo territorio era il prevosto di Sant'Edvige di Berlino, che divenne canonico onorario del capitolo della cattedrale di Breslavia.
Nel 1840 il vescovo Leopold Sedlnitzky, che assunse posizioni ambigue circa i matrimoni misti, una questione che aveva assunto grande importanza, si dimise su richiesta di papa Gregorio XVI. Si trasferì a Berlino e in seguito abbandonò il cattolicesimo per abbracciare il protestantesimo. A partire da Robert Herzog, la Santa Sede eserciterà regolarmente il diritto di elezione dei vescovi.
Durante gli anni difficili del Kulturkampf, il vescovo Heinrich Ernst Karl Förster fu condannato a più riprese a pagare forti multe e infine deposto da un tribunale statale; per evitare la prigione si rifugiò nel 1875 nella parte austriaca della sua diocesi. In quest'epoca moltissime parrocchie rimasero vacanti e si calcola che alla morte di Förster più di mezzo milione di fedeli non avevano un proprio parroco. Fu durante il lungo episcopato di Georg von Kopp (1887-1914) che furono appianate tutte le difficoltà tra Chiesa e governo prussiano e si poté dare avvio ad una completa riorganizzazione della diocesi.
Dopo la prima guerra mondiale e la modifica dei confini politici tra Germania e Polonia, una parte della diocesi di Breslavia si trovò in territorio polacco. Il 28 ottobre 1925 la diocesi cedette queste porzioni del suo territorio a vantaggio dell'erezione della diocesi di Katowice (oggi arcidiocesi). Un'altra parte del suo territorio, già in territorio austro-ungarico, si trovò invece nella neonata Cecoslovacchia e fu governata da vicari generali e poi, dopo il 1945, da amministratori apostolici fino agli anni Settanta del Novecento.
Il 13 agosto 1930 in forza della bolla Pastoralis officii nostri di papa Pio XI ha ceduto un'altra porzione di territorio a vantaggio dell'erezione della diocesi di Berlino e contestualmente è stata elevata al rango di arcidiocesi metropolitana, con tre sedi suffraganee: Berlino, Varmia e Schneidemühl.
Alla morte dell'arcivescovo Adolf Bertram (1945), la diocesi subì un lungo periodo di sede vacante, durante il quale fu dapprima governata da Karol Milik in qualità di amministratore apostolico, poi da Kazimierz Lagosz, vicario capitolare, e dal 1956 da Bolesław Kominek come amministratore apostolico.
Il 28 giugno 1972, in forza della bolla Episcoporum Poloniae di papa Paolo VI, ha ceduto porzioni di territorio a vantaggio dell'erezione delle diocesi di Opole e di Gorzów, che divennero suffraganee di Breslavia. Contestualmente ha annesso quelle porzioni dell'arcidiocesi di Praga e della diocesi di Meißen, che dopo la seconda guerra mondiale si trovavano in territorio polacco. Lo stesso giorno, con il decreto Quo aptius spiritualibus della Congregazione per i vescovi, ha ceduto i territori che dopo la guerra si trovavano nella Repubblica Democratica Tedesca a vantaggio dell'erezione dell'amministrazione apostolica di Görlitz (oggi diocesi).
Il 30 dicembre 1977 l'arcidiocesi ha ceduto l'ultimo territorio oltre confine, in Moravia, all'arcidiocesi di Olomouc. Questo territorio fin dal 1946 era stato affidato ad un amministratore apostolico con sede a Český Těšín.
Il 25 marzo 1992, nell'ambito della riorganizzazione delle diocesi e delle province ecclesiastiche polacche voluta da papa Giovanni Paolo II con la bolla Totus tuus Poloniae populus, ha ceduto ulteriori porzioni di territorio a vantaggio dell'erezione delle diocesi di Kalisz e di Legnica; quest'ultima fu la sola suffraganea della metropolia di Breslavia.
Il 24 febbraio 2004 ha ceduto ancora una parte del suo territorio a vantaggio dell'erezione della diocesi di Świdnica, che contestualmente entrò a far parte della provincia ecclesiastica di Breslavia.
Il 25 novembre 2019 la Congregazione per il culto divino e la disciplina dei sacramenti ha concesso ai sacerdoti che vivono nell'arcidiocesi di celebrare fino a quattro messe la domenica e nelle feste di precetto.

## Cronotassi dei vescovi
Si omettono i periodi di sede vacante non superiori ai 2 anni o non storicamente accertati.
- Jan † (1000 - ?)
- Hieronim † (1046 - 1062 deceduto)
- Jan II † (1063 - 1072 deceduto)
- Piotr I † (1074 - 1111 deceduto)
- Żyrosław I † (1112 - 1120 deceduto)
- Heymo † (1120 - 1126 deceduto)
- Robert I † (1126 - 1140 deceduto)
- Robert II † (1140 - 1142 nominato vescovo di Cracovia)
- Konrad † (1142 - 1146 deceduto)
- Jan (Janik) † (1146 - 1149 nominato arcivescovo di Gniezno)
- Walter z Malonne † (1149 - 27 gennaio 1169 deceduto)
- Żyrosław II † (1170 - 1198 deceduto)
- Iaroslao di Opole † (1198 - 13 gennaio 1201 deceduto)
- Cyprian, O.Praem.  † (1º marzo 1201 - 26 maggio 1206 deceduto)
- Wawrzyniec † (26 maggio 1207 - 7 giugno 1232 deceduto)
- Tomasz I † (15 agosto 1232 - 30 maggio 1268 deceduto)
  - Władysław Henrykowicz † (1268 - 27 aprile 1270 deceduto) (amministratore apostolico)
- Tomasz Zaremba † (5 settembre 1270 - 15 marzo 1292 deceduto)
- Jan Romka † (24 aprile 1292 - 19 novembre 1301 deceduto)
- Henryk z Wierzbna † (2 febbraio 1302 - 23 settembre 1319 deceduto)
- Wit de Habdank † (25 dicembre 1319 - 27 novembre 1325 deceduto)
  - Lutold z Kromieryża † (1319 - 1326) (vescovo eletto)
- Nanker † (1º ottobre 1326 - 8 aprile 1341 deceduto)
- Przecław z Pogorzeli † (28 gennaio 1342 - 5 o 6 aprile 1376 deceduto)
- Wacław z Legnicy † (28 luglio 1382 - 17 dicembre 1417 dimesso)
- Konrad z Oleśnicy † (17 dicembre 1417 - 9 agosto 1447 deceduto)
- Piotr Nowak † (10 ottobre 1447 - 6 febbraio 1456 deceduto)
- Jodok z Rożemberka † (9 giugno 1456 - 15 dicembre 1467 deceduto)
- Rudolf von Rüdesheim † (27 aprile 1468 - 17 gennaio 1482 deceduto)
- Jan Roth † (4 marzo 1482 - 21 gennaio 1506)
- Jan Thurzo † (21 gennaio 1506 succeduto - 2 agosto 1520 deceduto)
- Jakub von Salza † (24 luglio 1521 - 25 agosto 1539 deceduto)
- Baltazar von Promnitz † (21 aprile 1540 - 20 gennaio 1562 deceduto)
- Kaspar von Logau † (17 aprile 1562 - 4 giugno 1574 deceduto)
- Marcin Gerstmann † (31 agosto 1574 - 23 maggio 1585 deceduto)
- Andreas Jerin † (9 settembre 1585 - 5 novembre 1596 deceduto)
  - Bonaventura Hahn † (5 dicembre 1596 - 18 marzo 1599 elezione annullata) (vescovo eletto)[12]
  - Paul Albert † (18 agosto 1599 - 6 maggio 1600 deceduto) (vescovo eletto)[13]
- Jan von Sitsch † (24 gennaio 1601 - 25 aprile 1608 deceduto)
- Karl I Habsburg † (settembre 1608 - 28 dicembre 1624 deceduto)
- Karl Ferdinand von Vasa (Wasa) † (3 maggio 1625 - 9 maggio 1655 deceduto)
- Leopoldo Guglielmo d'Austria † (21 gennaio 1656 - 2 novembre 1662 deceduto)
- Carlo Giuseppe d'Austria † (23 aprile 1663 - 27 gennaio 1664 deceduto)
- Sebastian Ignaz von Rostock † (12 gennaio 1665 - 9 giugno 1671 deceduto)
- Federico d'Assia-Darmstadt † (21 marzo 1672 - 19 febbraio 1682 deceduto)
- Franz Ludwig am Rhein zu Neuburg † (26 agosto 1683 - 18 aprile 1732 deceduto)
- Philipp Ludwig von Sinzendorf † (3 settembre 1732 - 28 settembre 1747 deceduto)
- Philipp Gotthard von Schaffgotsch † (5 marzo 1748 - 5 gennaio 1795 deceduto)
  - Johann Moritz von Strachwitz † (4 aprile 1766 - 28 gennaio 1781 deceduto) (vicario apostolico per il regno di Prussia)
  - Anton Ferdinand von Rothkirch und Panthen † (25 giugno 1781 - 1795) (vicario apostolico per il regno di Prussia)
- Joseph Christian Franz de Paula zu Hohenlohe-Waldenburg-Bartenstein † (5 gennaio 1795 succeduto - 21 gennaio 1817 deceduto)
  - Sede vacante (1817-1823)
- Emanuel von Schimonski-Schimoni † (16 ottobre 1823 - 27 dicembre 1832 deceduto)
- Leopold Sedlnitzky Choltiz von Odrownocz † (27 ottobre 1835 - 10 ottobre 1840 dimesso)
- Joseph Knauer † (27 agosto 1841 - 16 maggio 1844 deceduto)
- Melchior Ferdinand Joseph von Diepenbrock † (15 gennaio 1845 - 20 gennaio 1853 deceduto)
- Heinrich Ernst Karl Förster † (19 aprile 1853 - 20 ottobre 1881 deceduto)
- Robert Herzog † (24 marzo 1882 - 26 dicembre 1886 deceduto)
- Georg von Kopp † (9 agosto 1887 - 4 marzo 1914 deceduto)
- Adolf Bertram † (25 maggio 1914 - 6 luglio 1945 deceduto)
  - Sede vacante (1945-1972)
- Bolesław Kominek † (28 giugno 1972 - 10 marzo 1974 deceduto)
- Henryk Roman Gulbinowicz † (3 gennaio 1976 - 3 aprile 2004 ritirato)
- Marian Gołębiewski † (3 aprile 2004 - 18 maggio 2013 ritirato)
- Józef Piotr Kupny, dal 18 maggio 2013

## Statistiche
L'arcidiocesi nel 2022 su una popolazione di 1.203.200 persone contava 998.650 battezzati, corrispondenti all'83,0% del totale.
| anno | popolazione | popolazione | popolazione | presbiteri | presbiteri | presbiteri | presbiteri                | diaconi | religiosi | religiosi | parrocchie |
| anno | battezzati  | totale      | %           | numero     | secolari   | regolari   | battezzati per presbitero | diaconi | uomini    | donne     | parrocchie |
| ---- | ----------- | ----------- | ----------- | ---------- | ---------- | ---------- | ------------------------- | ------- | --------- | --------- | ---------- |
| 1958 | 4.000.000   | 5.300.000   | 75,5        | 2.110      | 1.500      | 610        | 1.895                     |         | 610       | 350       | 1.220      |
| 1980 | 2.654.000   | 2.953.000   | 89,9        | 1.340      | 904        | 436        | 1.980                     |         | 480       | 2.452     | 592        |
| 1990 | 3.025.900   | 3.117.470   | 97,1        | 1.545      | 1.141      | 404        | 1.958                     |         | 669       | 1.878     | 653        |
| 1999 | 1.470.100   | 1.580.039   | 93,0        | 1.105      | 780        | 325        | 1.330                     |         | 548       | 1.341     | 403        |
| 2000 | 1.470.100   | 1.580.039   | 93,0        | 1.099      | 777        | 322        | 1.337                     |         | 521       | 1.315     | 404        |
| 2001 | 1.470.100   | 1.580.039   | 93,0        | 1.094      | 771        | 323        | 1.343                     |         | 516       | 1.309     | 407        |
| 2002 | 1.470.100   | 1.580.000   | 93,0        | 1.121      | 787        | 334        | 1.311                     |         | 506       | 1.308     | 410        |
| 2003 | 1.470.100   | 1.580.000   | 93,0        | 1.134      | 799        | 335        | 1.296                     |         | 523       | 1.321     | 410        |
| 2004 | 1.470.100   | 1.580.000   | 93,0        | 1.163      | 814        | 349        | 1.264                     |         | 520       | 1.261     | 413        |
| 2010 | 1.152.710   | 1.199.332   | 96,1        | 950        | 602        | 348        | 1.213                     |         | 462       | 832       | 300        |
| 2014 | 1.152.710   | 1.199.332   | 96,1        | 892        | 624        | 268        | 1.292                     |         | 335       | 839       | 300        |
| 2017 | 955.605     | 1.194.507   | 80,0        | 838        | 571        | 267        | 1.140                     |         | 346       | 795       | 299        |
| 2020 | 999.214     | 1.203.873   | 83,0        | 831        | 564        | 267        | 1.202                     |         | 350       | 668       | 297        |
| 2022 | 998.650     | 1.203.200   | 83,0        | 825        | 557        | 268        | 1.210                     |         | 327       | 614       | 297        |